# Comuna Stolnici, Argeș
Stolnici este o comună în județul Argeș, Muntenia, România, formată din satele Cochinești, Cotmeana, Fâlfani, Izbășești, Stolnici (reședința) și Vlășcuța. Localitatea este cunoscutǎ în primul rând ca fostă moșie a familiei de boieri Bălăceanu-Stolnici. Chiar emblema comunei Stolnici (trei săgeți încrucișate cu vârful în jos, pe un scut cu fond alb) face parte din simbolistica blazonului familiei Bălăceanu.

## Așezare
Comuna se află la marginea sud-vestică a județului, pe malurile râului Cotmeana, la limita cu județul Olt. Este străbătută de șoseaua județeană DJ679, care o leagă spre nord de Poiana Lacului (unde se intersectează cu DN65) și Poiana Lacului (unde se termină în DN67B), și spre sud de Hârsești, Bârla, mai departe în județul Olt de Tufeni, Ghimpețeni, Nicolae Titulescu, Văleni, Seaca, Mihăești și mai departe în județul Teleorman de Călmățuiu de Sus. Prin comună trece și calea ferată Pitești-Piatra Olt, pe care este deservită de stațiile Fâlfani și Stolnici.

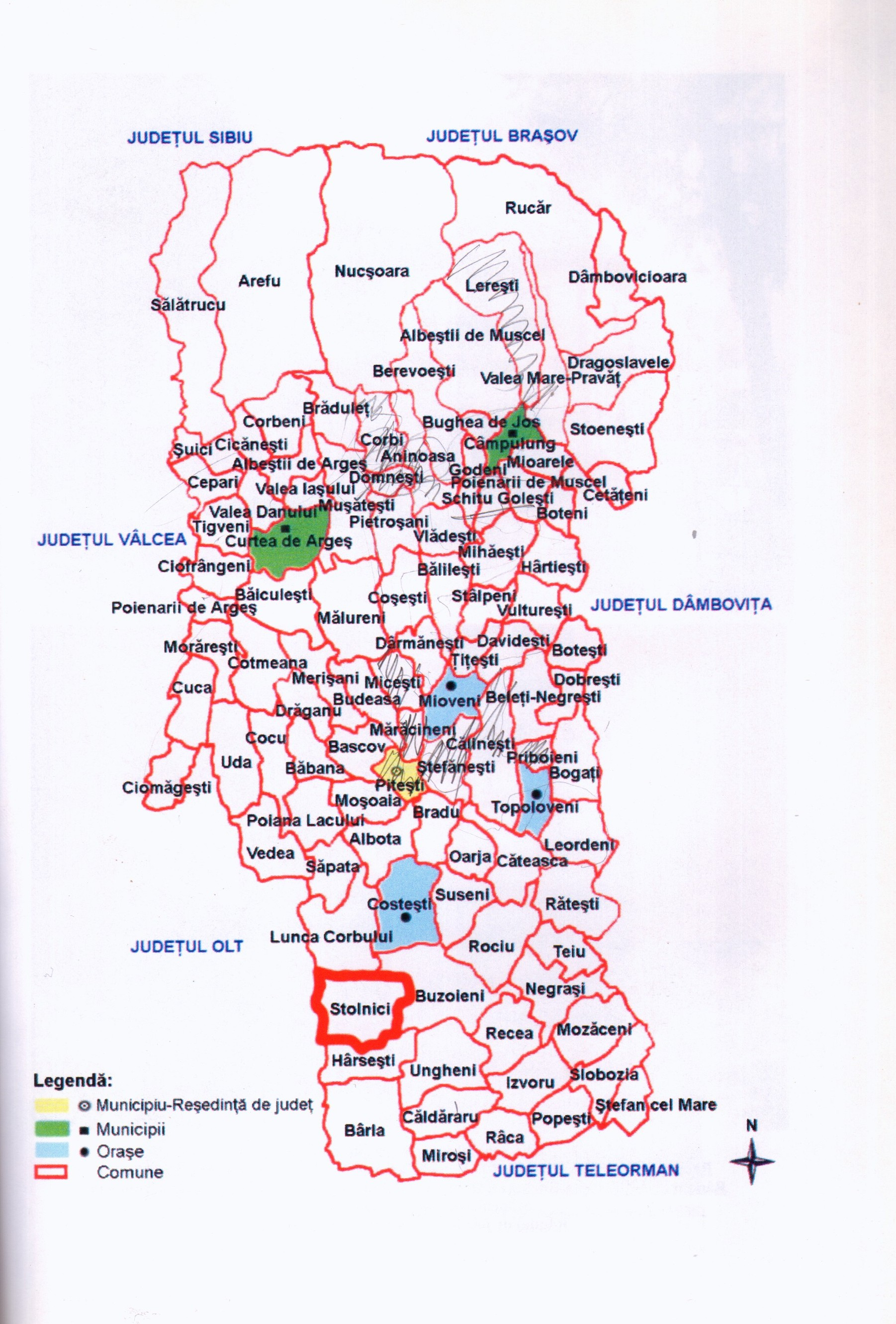
Localizarea geografică a comunei Stolnici

### Sate componente
Comuna Stolnici este, în conformitate cu prevederile legii nr. 351/2001 privind aprobarea planului de amenajare a teritoriului național, o comună de rangul III și se compune din următoarele sate: 
- Stolnici – 1505 locuitori – 542 gospodării – satul de reședință;
- Vlășcuța – 325 locuitori – 125 gospodării – 3,5 km față de centrul comunei;
- Izbășești – 395 locuitori – 165 gospodării – 3,5 km față de centrul comunei;
- Cochinești – 670 locuitori – 381 gospodării – 4 km față de centrul comunei;
- Cotmeana – 730 locuitori – 328 gospodării – 5,5 km față de centrul comunei;
- Fîlfani – 213 locuitori – 213 gospodării – 6,5 km față de centrul comunei.

## Toponimie
Cochinești - toponim incert, provenit dintr-un posibil eponim Cochină (la origine, apelativul cochint - „poreclă dată grecilor veniți în perioada fanariotă”) + sufixul colectiv - ești, care indică organizarea socială pe bază de obște a așezări.
Cotmeana - numele anterior, Căcărăzeni este format pe baza eponimului-poreclă Căcărează, un cioban care, potrivit tradiției orale locale, s-a stabilit cu familia și turma sa de oi în aria localității. Numele actual provine din denumirea apei care străbate localitatea.
Fâlfani - toponim format, probabil, pe baza patronimicului Fâlfoi (poreclă având la origine verbul a fălfâi) + sufixul -ani care relevă apartenența locală.
Izbășești - toponim cu caracter social derivat din apelativul izbașă - „secretar al marelui divan însărcinat cu grija corespondenței” + sufixul colectiv -ești, care indică organizarea socială pe bază de obște a așezării.
Stolnici - toponim social format pe baza apelativului stolnic „dregător care purta grija mesei domnești, fiind șeful bucătarilor, al pescarilor și al grădinarilor”. Denumirea localității este asociată cu numele demnității feudale a stolnicului Bălăceanu care s-a stabilit pe moșia sa de aici, mutându-se de pe moșia Balaci din jud. Teleorman.
Vlășcuța - toponim topografic diminutival derivat din apelativul bulgar al numelui etnic vlaski = „românesc”.

## Istorie
Documentele cât și dovezile arheologice din perimetrul comunei Stolnici sunt concludente pentru dovedirea continuității populației românești pe aceste meleaguri. Una dintre aceste dovezi o reprezintă urmele castrului Transalutan în Muntenia la 10–15 km de Olt, construit în timpul lui Septimius Severus pentru a proteja mai bine linia de apărare de pe râul Olt. Acesta se află în punctul Izbășești-Filfani, castru dublu, construit în mare parte din pământ și cărămidă. Altă dovadă a vechii populări a teritoriului o constituie urmele de bordeie din malul văii Vlăscuța, aproape de confluența cu Cotmeana, unde s-au găsit vetre cu cărbuni de cenușă, cu resturi de ceramică verde din epoca bronzului, deci de mai bine de 2000 de ani, iar în punctul Valea Pietrii, tot pe Vlăscuța, s-au găsit cărămizi și cranii de oameni, acesta constituind o veche vatră a satului Stolnici. Prima atestare documentară pentru satul Stolnici datează din anul 1557, din data de 20 noiembrie, când Patrascu Voievod (Pastrascu cel bun) întărește prin danie pe Ion Clucer din Stolnici cu o moșie în Izvorani, după care au urmat alte danii întărite de Mihnea Voievod.
Din aceeași perioadă este atestat și satul Cochineștii de Sus, din anul 1563, din data de 2 aprilie, când Petru Voevod întărește ocina în Cochineștii de Sus lui Voncilă și fiului acestuia, Oancea. Stolnici și extinderea lor s-a făcut în lungul văii Cotmeana mai târziu.
Astfel, pe harta rusă din anul 1835 sunt semnalate satele Izbășești, Stolnici, Vlășcua pe stânga Cotmenei și Cochinești și Căcărezeni (azi satul Cotmeana), pe dreapta râului.
Primii locuitori ai satelor ce aparțin comunei Stolnici au fost țărani români așezați ca și clăcași pe moșia boierilor Bălăceni sau moșeneni, ocupația principală fiind cultivarea terenului și creșterea animalelor.
Un rol deosebit l-a avut familia Bălăceanu, care de-a lungul timpului a construit în vatra satului biserica, primăria, moara și conacul boieresc.
La sfârșitul secolului al XIX-lea, comuna purta denumirea de Stolnici-Izbășești, făcea parte din plasa Cotmeana a județului Argeș și era formată din satele Stolnici și Izbășești, având în total 900 de locuitori. În comună funcționau două biserici și o școală mixtă. La acea dată, pe teritoriul actual al comunei mai funcționau în aceeași plasă comunele Căcărezeni și Cochinești. Comuna Căcărezeni, cu un singur sat, avea 1038 de locuitori, trei biserici și o școală rurală. Comuna Cochinești avea 380 de locuitori și două biserici.
Anuarul Socec din 1925 consemnează comuna în aceeași plasă, cu aceeași alcătuire și cu numele actual de Stolnici, având o populație de 1884 de locuitori. Comunele celelalte au fost însă comasate, formând comuna Fâlfani, cu 2322 de locuitori în satele Căcărezeni, Cochinești și Fâlfani.
În 1950, comuna a fost arondată raionului Costești din regiunea Argeș. În 1964, satul Căcărezeni și-a schimbat denumirea în Cotmeana. În 1968, comunele au fost transferate din nou județului Argeș (reînființat); tot atunci, comuna Fâlfani a fost desființată, satele ei trecând la comuna Stolnici, care a preluat și satul Vlășcuța de la comuna Hârsești.

## Monumente istorice
În comuna Stolnici se află două monumente istorice de arhitectură de interes național: biserica „Cuvioasa Paraschiva” și „Sf. Nicolae” (1797), și Biserica „Adormirea Maicii Domnului” (1787), ambele aflate în satul Cochinești.

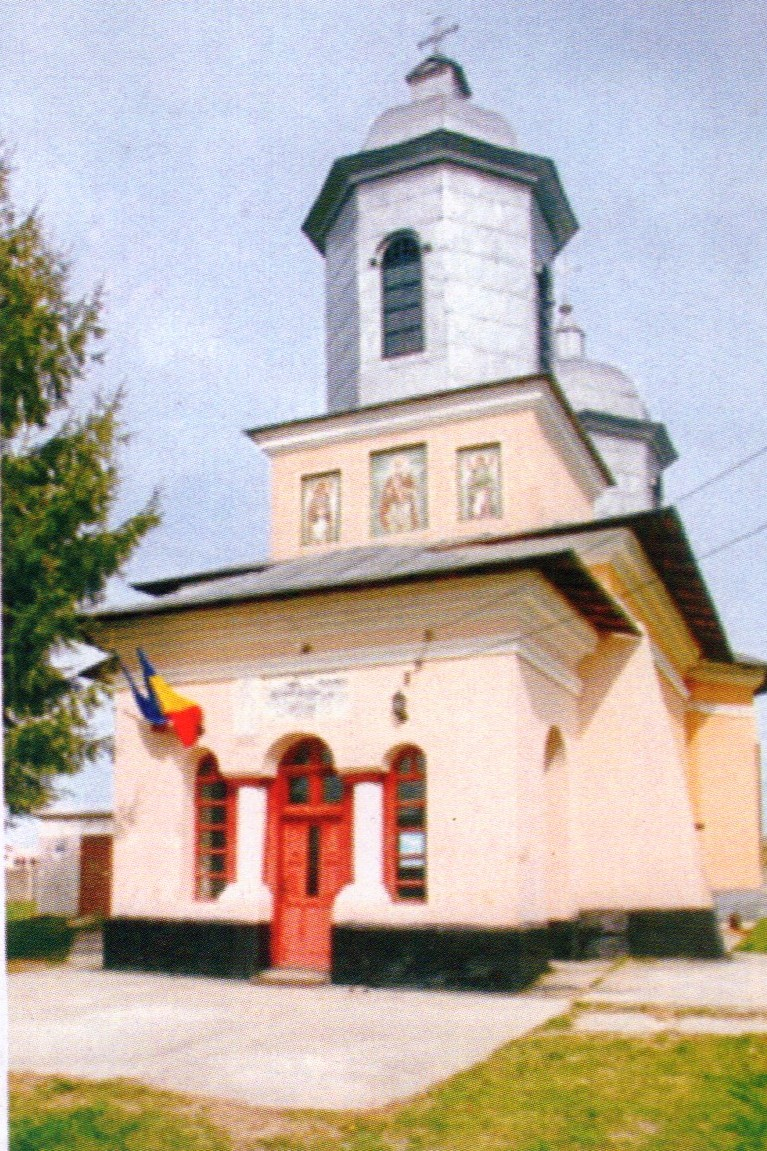
Biserica cu hramul „Sfântul Nicolae”Stolnici

În rest, alte șase obiective din comună sunt incluse în lista monumentelor istorice din județul Argeș ca monumente de interes local, toate clasificate ca monumente istorice de arhitectură: biserica de lemn „Cuvioasa Paraschiva” (secolul al XIX-lea) din Cotmeana, Biserica „Sf. Voievozi” (1780) din Izbășești, Ansamblul conacului Bălăceanu Stolnici (începutul secolului al XIX-lea) — ansamblu alcătuit din conac, biserica „Sf. Nicolae”, anexe și incintă (sfârșitul secolului al XIX-lea) —; casa Maria Ioniță (sfârșitul secolului al XIX-lea); casa Stela Nistoroaia (1933), toate din satul Stolnici; și biserica „Sf. Nicolae” și „Sf. Paraschiva” (începutul secolului al XIX-lea) din Vlășcuța.

## Activitatea culturală

### Căminul cultural Stolnici
Căminul cultural „Lumina Stolnicilor din comuna Stolnici a fost înființat în anul 1937, avându-l la conducere pe învățătorul Ion Țărăscu și pe Ion T. Ivan.
Activitatea căminului începe să fie consemnată începând cu anul 1942, când, dintr-un proces-verbal, aflăm că aceasta era una bună, în cadrul căminului organizându-se, nu de puține ori, diferite serbări. La 1 iunide 1943, președinte al căminului era tot Ion T. Ivan.
La 1948, președinte al căminului era Elena Bălăceanu, iar în funcția de director Stănculescu Dumitru.
La 21 aprilie 1955 îl găsim în această funcție pe Ion Căcănică, care se plânge de faptul că în acțiunile sale nu a fost sprijinit de către consiliul executiv, urmând ca la sfârșitul anului, căminul să rămână fără conducere. După lungi dezbateri, comitetul executiv al Sfatului Popular îl alege în funcția de director al căminului pe Păun Zenovie. În această perioadă căminul cultural poartă denumirea de „Nicolae Bălcescu”.
Într-un memoriu justificativ alcătuit în anul 1955, există informații despre arhitectura căminului cultural. Acesta era construit în totalitate din cărămidă, era prevăzut cu patru sute de locuri și urma să aibă toate încăperile la parter, mai puțin cabina de proiecție, care se afla la etaj. Acesta mai cuprindea un vestibul, un cerc de studii, o sală de lectură și cabina artiștilor, toate amplasate la parter.
La 6 decembrie 1962, Sfatul Popular Comunal, nemulțumit de munca culturală, obligă Comitetul Executiv să treacă de urgență la reorganizarea conducerii Căminului cultural. Se vor mai organiza cursuri de citit pe circumscripții electorale și se vor reorganiza formațiunile artistice de agitație.
În ziua de 26 decembrie a anului 1963, Comitetul Executiv al Sfatului Popular al comunei Stolnici, împreună cu conducerea căminului cultural, aveau responsabilitatea de a organiza festivalul filmului în comune, drept pentru care se deleagă directorul căminului Alexandru Iliescu Dinu, care preia această funcție încă din anul 1961, împreună cu alți membri ai comitetului să se ocupe de acest eveniment. Se vor ține conferințe privind importanța dezvoltării muncii culturale și a celei cu filmul.
La 26 octombrie 1966, se face un apel la locuitorii din comună să ajute la lucrările de construcție a căminului cultural, care au fost începute, dar nu au fost și finalizate. Cei care făceau parte din comitetl de cetățeni pentru executarea cămniului erau următorii: Uță Dumitru, Gherghin Radu, Dobrin Ion, Găleteanu Ene, Dârma Constantin.     
La începutul anului 1968, director al căminului cultural era Sandu Niță, care este unul dintre membrii comitetului executiv care este responsabil de proiectul cu filmul în comună. Peste câteva luni, pe statul de plată din septembrie 1968, ne apare postul de director al Căminului Cultural ca fiind unul vacant.
Între anii 1970-1973 director al Căminului cultural Stolnici era Elena Damian, în timpul căreia s-au organizat două întâlniri ale „Fiilor satului” și s-a constituit Societatea Culturală Stolnici.                                                                                                                                                                                                                                                                                                                                                                                                                                                                                                                                                                                             
În anul 1974, funcția de director al căminului o preia Gherghina Militaru, care rămâne director al căminului până în anul 1981, prin cumul de funcții.
În perioada 1981-1989, căminul este condus de către Octavian Manea, care mai activa, tot prin cumulare de funcții, ca și secretar cu probleme de propagandă.
În comuna Stolnici a mai existat încă un cămin cultural, în satul Vlășcuța, a cărui activitate a fost foarte puțin consemnată. Se știe că a fost înființat în anul 1944, sub conducerea președintelui St. N. Ionescu și a directorului preotul Constantinescu. Căminul purta denumirea „Lumina satului”.

### Căminul Cultural din Fâlfani
La 30 aprilie 1935, în comuna Fâlfani, este atestată existența Căminului Cultural „Preot Neacșu Fâlfan”, al cărui președinte era Mihail Panaitescu și director învățătorul I. Ionescu. În 1938 căminul cultural era condus de Lință Popescu și se afla sub egida Fundația Culturală Regală „Principele Carol”.
Ca și în cazul căminului din Stolnici, cel din Fâlfani nu avea un local propriu, drept pentru care, în anul 1943, primarul comunei Fâlfani a plătit suma de 4.000 lei pentru întocmirea proiectului de construcție.

## Demografie
Componența etnică a comunei Stolnici
     Români (92,2%)
     Alte etnii (0,21%)
     Necunoscută (7,59%)
Componența confesională a comunei Stolnici
     Ortodocși (92,13%)
     Alte religii (0,1%)
     Necunoscută (7,76%)
Conform recensământului efectuat în 2021, populația comunei Stolnici se ridică la 2.860 de locuitori, în scădere față de recensământul anterior din 2011, când fuseseră înregistrați 3.382 de locuitori. Majoritatea locuitorilor sunt români (92,2%), iar pentru 7,59% nu se cunoaște apartenența etnică. Din punct de vedere confesional, majoritatea locuitorilor sunt ortodocși (92,13%), iar pentru 7,76% nu se cunoaște apartenența confesională.

## Politică și administrație
Comuna Stolnici este administrată de un primar și un consiliu local compus din 11 consilieri. Primarul, Sevastian Pupăză-Roșu[*], de la Partidul Social Democrat, este în funcție din 2004. Începând cu alegerile locale din 2024, consiliul local are următoarea componență pe partide politice:
|  | Partid                          | Consilieri | Componența Consiliului | Componența Consiliului | Componența Consiliului | Componența Consiliului | Componența Consiliului | Componența Consiliului |
|  | ------------------------------- | ---------- | ---------------------- | ---------------------- | ---------------------- | ---------------------- | ---------------------- | ---------------------- |
|  | Partidul Social Democrat        | 6          |                        |                        |                        |                        |                        |                        |
|  | Alianța pentru Unirea Românilor | 3          |                        |                        |                        |                        |                        |                        |
|  | Partidul Național Liberal       | 1          |                        |                        |                        |                        |                        |                        |
|  | Partidul PRO România            | 1          |                        |                        |                        |                        |                        |                        |

## Instituțiile și imobilele aparținând Primăriei
- sediul Primăriei, sat Stolnici, tel: 0248/676201, 44 angajați;
- Școala Coordonatoare Stolnici cu școlile din satele componente ale comunei, sat Stolnici, 33 angajați;
- Post Poliție Stolnici, sat Stolnici, tel: 0248/676900, 3 angajați;
- Dispensar Uman, sat Stolnici, tel: 0248/676337, 5 angajați;
- Căminul Cultural Stolnici, sat Stolnici, 1 angajat;
- Căminul Cultural Fîlfani, sat Fîlfani;
- Dispensarul Veterinar, sat Stolnici, 2 angajați

## Structuri de p.s.i. și protecție civilă constituite
- Comitetul local pentru situații de urgență format din 9 persoane;
- Centrul operativ cu activitate temporară format din 5 persoane;
- Cadru tehnic-inspector de protecție civilă – 1 persoană.
- Serviciul Public de Urgență Voluntar:

Compartiment de prevenire format din șef serviciu pompieri, 6 formații de intervenție la nivelul satelor, 7 grupe de prevenire;
În localitate există utilaj de stingere autospecială SPPC APCT ROMAN 8135, 3 pompieri angajați din care unul cu convenție încheiată cu Comuna Hîrsești și 27 pompieri voluntari.
Surse alimentare cu apă:
- 2 hidranți în satul Stolnici;
- bazin de apă 180 metri cubi;
- lacul Vlășcuța;
- conductă pentru hidranți alimentare cu apă satul Cochinești 2 km.

## Învățământ și educație
Pe teritoriul comunei sunt două școli generale cu clasele I–VIII, Stolnici și Cotmeana și patru școli generale cu clasele I–IV în satele Vlășcuța, Izbășești, Cochinești și Fîlfani. Școala generală Stolnici dată în folosință în anul 1977 are 10 săli de clasă, două laboratoare, fiind unul din edificiile cele mai moderne.

Un rol deosebit de important în istoria și dezvoltarea comunei l-a avut și îl are în continuare familia Bălăceanu care de-a lungul timpului a construit în vatra satului biserica, primăria, moara și conacul boieresc.

## Galerie de imagini

Moara Stolnici
Centru

## Cetățeni de onoare
- Constantin Bălăceanu-Stolnici (1923 - 2023), medic

## Personalități
- Paula Prioteasa (n. 1936), demnitar comunist
- Tudor Heica (n. 1938), actor, cântăreț
- Marian Nistor (n. 1943, Fâlfani), interpret de muzică ușoară, fondatorul trupei Savoy